# Cuprian Macarencu
Cuprian Macarencu es un deportista rumano que compitió en piragüismo en la modalidad de aguas tranquilas. Ganó cinco medallas en el Campeonato Mundial de Piragüismo entre los años 1971 y 1978.

## Palmarés internacional
| Campeonato Mundial | Campeonato Mundial    | Campeonato Mundial | Campeonato Mundial |
| Año                | Lugar                 | Medalla            | Competición        |
| ------------------ | --------------------- | ------------------ | ------------------ |
| 1971               | Belgrado (Yugoslavia) | Medalla de oro     | K4 10 000 m        |
| 1973               | Tampere (Finlandia)   | Medalla de bronce  | K4 10 000 m        |
| 1975               | Belgrado (Yugoslavia) | Medalla de plata   | K4 10 000 m        |
| 1977               | Sofía (Bulgaria)      | Medalla de bronce  | K2 10 000 m        |
| 1978               | Belgrado (Yugoslavia) | Medalla de bronce  | K4 10 000 m        |